# Badgam (Distrikt)
Der Distrikt Badgam (Kashmiri بَڈگوم ضِلہٕ‎, Urdu ضلع بڈگام‎), auch Budgam, ist ein Verwaltungsdistrikt im Unionsterritorium Jammu und Kashmir in Indien. Der Distrikt wurde 1979 geschaffen. Er ist ein Distrikt mit einer Mehrheit an schiitischen Muslimen.

## Verwaltung
Der Distrikt Badgam wurde 1979 vom Distrikt Srinagar herausgelöst. Bevor er zum Distrikt Srinagar kam, war er Teil des Distrikts Baramulla. Der Distrikt grenzt an die Distrikte Srinagar und Baramulla im Norden, Pulwama im Süden und Punch im Südwesten. Der Distrikt besteht aus acht Blöcken: Beerwah, Nagam, Badgam, B.K.Pora, Khan Sahib, Khag, Narbal und Chadoora. Jeder Block besteht aus einer Reihe von Panchayats. Der Distrikt ist außerdem in fünf Tehsils gegliedert: Charari Sharief, Beerwah, Badgam, Chadoora und Khansahib.

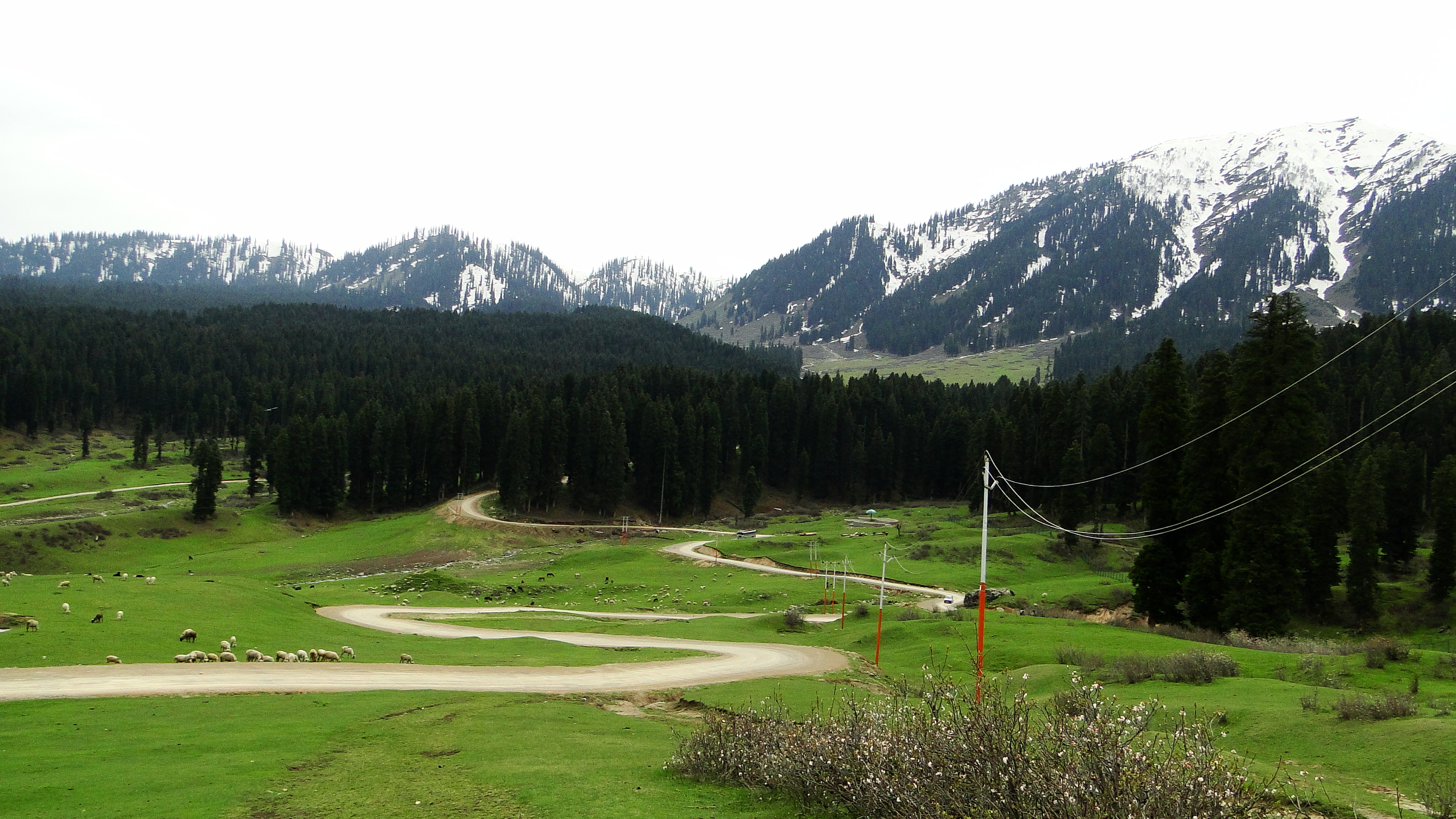
Ein Tal im Distrikt Badgam

## Bevölkerung
Nach der Volkszählung von 2011 hat der Distrikt Badgam 753.745 Einwohner. Damit liegt er auf Platz 492 von 640 in Indien Die Bevölkerungsdichte des Distrikts beträgt 554 Personen pro Quadratkilometer. Der Bevölkerungszuwachs von 2001 bis 2011 war 24,14 %. Das Geschlechterverhältnis betrug 894 Frauen auf 1000 Männer. Die Alphabetisierungsrate betrug 56,08 %,

## Bedeutende Orte
Zu den bedeutendsten Orten des Distrikts gehören Doodhpathri, Yusmarg, Tosa Maidan, Nilnag und Pehjan. Der Schrein von Sheikh Noor-ud-din Wali befindet sich in Charari Sharief.